# Borka Pavićević
Borka Pavićević (serb. Борка Павићевић; ur. 5 czerwca 1947 w Kotorze, zm. 30 czerwca 2019 w Belgradzie) – serbska publicystka i dramaturg, działaczka społeczna.

## Życiorys
Była córką Vuka Pavićevicia, profesora filozofii Uniwersytetu Belgradzkiego, i Sonji. W 1948 wraz z rodziną przeniosła się do Belgradu. W 1971 ukończyła studia w belgradzkiej Akademii Teatru, Filmu, Radia i Telewizji, zaś w 1976 uzyskała dyplom magisterski na podstawie pracy o serbskim dramacie neorealistycznym w okresie międzywojennym. Przez dziesięć lat współpracowała z teatrem Atelje 212 jako dramaturg. W 1981 założyła Teatr Nowej Wrażliwości (Nova osećajnost) w dawnym budynku belgradzkiego browaru. W latach 1984–1991 związała się z ruchem artystycznym KPGT (Kazalište Pozorište Gledališče Teatar), a następnie objęła funkcję dyrektora artystycznego Belgradzkiego Teatru Dramatycznego. W 1993 zrezygnowała z kariery teatralnej i skupiła się na działalności politycznej. Współpracowała z organizatorami Międzynarodowego Festiwalu Teatralnego w Belgradzie BITEF, wchodząc w skład jury konkursowego. Jej artykuły publicystyczne publikowała prasa codzienna („NIN”, „Danas”). Wydała także trzy zbiory esejów.
W 1994 założyła Centrum Dekontaminacji Kulturowej (Centar Za Kulturnu Dekontaminaciju), którym kierowała do końca życia. Centrum organizuje wydarzenia kulturalne, działając na rzecz tworzenia społeczeństwa obywatelskiego i uczestnicząc aktywnie w życiu politycznym Serbii. W 2012 Pavićević znalazła się w gronie sygnatariuszy Deklaracji Obywatelskiego Ruchu Oporu. Za swoją działalność otrzymała szereg nagród, w tym Nagrodę Otto Rene Castillo (2000), nagrodę Hiroshima Foundation Prize, a w 2001 została uhonorowana Legią Honorową.
Była mężatką (mąż Nikola Barović jest prawnikiem i działaczem praw człowieka), miała syna Jovana. 2 lipca 2019 została pochowana na Nowym Cmentarzu (Novo Groblje) w Belgradzie.

## Twórczość
- 1994: Мода
- 1998: На екс – Постдејтонска мода
- 2017: Глава у торби